# Emanuel Dubský z Třebomyslic
Emanuel Dubský z Třebomyslic (Vienna, 20 febbraio 1806 – Lysice, 19 settembre 1881) è stato un politico, imprenditore e nobile boemo.

## Biografia
Membro di una nobile famiglia boema, suo padre František fu giudice provinciale ed acquisì i feudi di Lysice e Drnovice avendo sposato sua moglie, Antonií Piattiovou z Drnovic, e nel 1810 era stato elevato al rango di conte.
Si diplomò al liceo di Brno e si laureò in legge all'Università di Vienna.
Nel 1830 divenne membro del landtag della Moravia, difendendo il diritto all'autonomia della regione e proponendo legami più forti tra lo stato centrale ed i boemi, sostenendo la necessaria parità dei diritti tra cechi e tedeschi nella regione. Negli anni 1836-1842 lavorò nell'amministrazione provinciale e si occupò tra l'altro del riscatto della collezione dello storico Jan Petr Cerroni, negoziando l'istituzione del politecnico di Brno.
Pubblicamente attivo durante l'anno delle rivoluzioni del 1848, per tutto l'anno successivo sedette ancora una volta nel landtag moravo, rappresentando i latifondisti della regione.
Nel 1861 venne eletto all'assemblea provinciale appena organizzata e, con una breve interruzione nel 1867, la presiedette sino al 1870. Si adoperò per primo, ad esempio, perché fossero istituiti dei protocolli stenografici per la registrazione delle riunioni d'assemblea. Fu membro del parlamento fino al 1877. Nel 1869 venne nominato membro a vita della Camera dei signori d'Austria e si iscrisse al partito costituzionalista. Si interessò alle tassazioni, in particolare a quelle che riguardavano le grandi proprietà fondiarie, oltre che allo stato delle strade, alle politiche statali per l'allevamento del bestiame.
Nel 1841 divenne membro della Società patriottico-economica della Moravia-Slesia e dal 1870 ne fu direttore. Fu attivo nell'ambito del Museo František e dal 1869 divenne presidente della Banca Regionale Morava.
Nel 1842 fondò a Drnovice una fabbrica per la produzione di fili e viti. Fece ricostruire in stile romantico il castello di Lysice e ne modificò il parco. Fece costruire anche una tomba di famiglia a Lysice. Pubblicò diverse poesie a sfondo patriottico ed assunse Mořic Trapp quale suo bibliotecario ed archivista.

## Matrimonio e figli
Emanuel Dubský sposò Matilda, figlia di František Josef von Žerotín-Lilgenau, dalla quale ebbe un totale di 12 figli, tra cui Quida, che rilevò la tenuta di suo padre e fu anche un politico, ed Ervín, un noto viaggiatore. Come tutore per i suoi figli scelse lo storico Christian d'Elvert.